# Henri II Borwin de Mecklembourg
Henri II Borwin, (en allemand : Heinrich II. Borwin), né en 1170 et décédé le 5 juin ou le 5 décembre 1226 à Güstrow, est un prince de la maison de Mecklembourg, fils de Henri Borwin Ier de Mecklembourg. Il fut co-seigneur de Mecklembourg et régent à Rostock de 1217 jusqu'à sa mort.

## Famille
Henri II Borwin est le fils aîné de Henri Borwin Ier (mort en 1227), seigneur de Mecklembourg à partir de 1178, et de son épouse Mathilde (morte en 1219), fille illégitime de Henri le Lion, duc de Saxe. Il est donc un petit-fils de Pribislav Ier (mort en 1178), prince des Abodrites et le premier souverain du Mecklembourg en tant que vassal du duc Henri le Lion.
Il a un frère, Nicolas II (mort en 1225), seigneur de Gadebusch, et une demi-sœur, Élisabeth (morte en 1265) qui fut abbesse à Wienhausen à partir de 1241.

## Biographie
Abandonné après la chute de Henri le Lion en 1180, son père a lutté pendant de longues années contre son cousin Nicolas Ier et le roi Knut VI de Danemark ; plus tard, il était un fidèle allié des Danois. 
Contrairement à son père, Henri II Borwin, seigneur à Rostock à partir de 1217, soutient son beau-frère le comte Henri Ier de Schwerin dans le conflit avec Valdemar II de Danemark. Après la bataille de Mölln en 1225, il parvient à vaincre la domination danoise.
En 1225/1226, il concéda le privilège urbain aux bourgeois de Parchim.

## Mariage et descendance

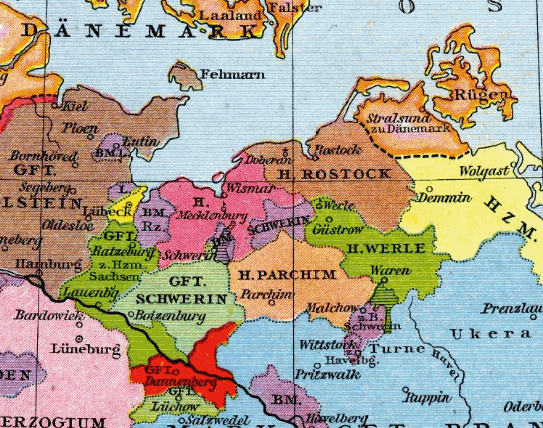
La partition du Mecklembourg en 1234.

En 1200, Henri II Borwin de Mecklembourg épousa la princesse Christine (morte en 1248), possiblement une fille du roi Sverker II de Suède.
Six enfants sont nés de cette union :
- Jean Ier (mort en 1264), dit « Le Théologien », prince de Mecklembourg ;
- Nicolas Ier (mort en 1277), fondateur de la seconde lignée de Mecklembourg-Werle ;
- Marguerite de Mecklembourg (morte après 1267), en 1230 elle épouse le comte Gunzelin III de Schwerin ;
- Mechtilde de Mecklembourg (morte après 1270), en 1229 elle épouse le duc Sambor II de Pomérélie ;
- Henri III Borwin de Mecklembourg-Rostock (mort en 1278) ;
- Pribislav Ier de Mecklembourg-Parchim (mort en 1270).

Après la mort d'Henri II Borwin de Mecklembourg en 1226, ses quatre fils régnèrent conjointement sur la principauté avant d'effectuer un partage en 1234:
- Jean Ier, reçoit le Mecklembourg ;
- Nicolas Ier,  reçoit la seigneurie de Werle ;
- Henri III Borwin reçoit la seigneurie de Rostock ;
- Pribislav Ier reçoit la seigneurie de Parchim.

La partition du Mecklembourg se poursuivra jusqu'à la réunification sous le règne du duc Henri IV en 1471.

## Généalogie
Henri II Borwin de Mecklembourg appartient à la première branche de la maison de Mecklembourg.

## Source
- Jiří Louda & Michael Maclagan (trad. de l'anglais), Les Dynasties d'Europe : héraldique et généalogie des familles impériales et royales, Paris, Bordas, 1984, 308 p. (ISBN 2-04-012873-5), p.221 Mecklembourg Aperçu général Tableau 111